# Herman Maas (journalist)

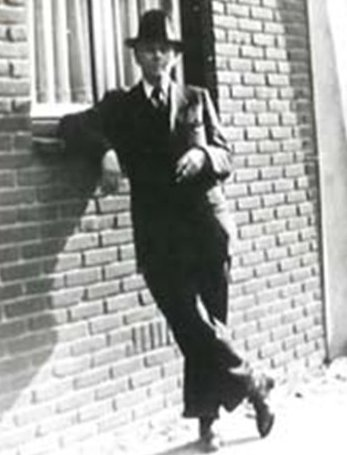
Herman Maas rond 1920

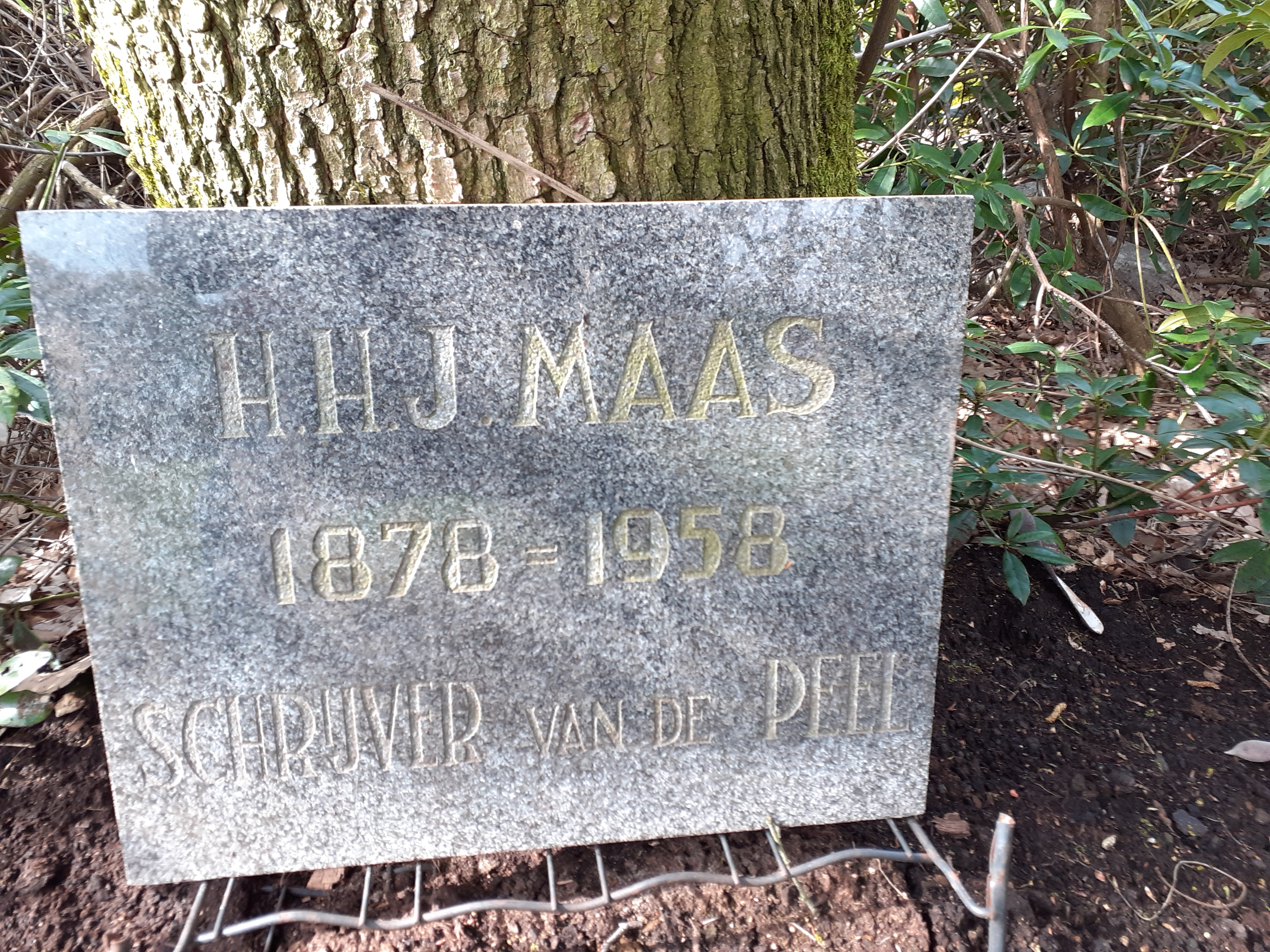
Gedenksteen bij de Herman Maasboom, een herinnerings-eik die in 1976 door vrienden en nabestaanden geplant werd nabij de Grotenberg omdat de gemeente Deurne de schrijver niet wilde eren. Geboortejaar is hier foutief weergegeven.

Herman Hubertus Joannes Maas (Venray, 24 februari 1877 - Eindhoven, 27 januari 1958) was een Nederlands onderwijsman, schrijver en journalist.
Hij begon zijn carrière als onderwijzer op lagere scholen in Oirlo en Ospel. Vervolgens werkte hij vier jaar als verzekeringsagent. In 1915 werd hij leraar aan de kweekschool te Venlo. Maas huwde in 1903 met Henriette Braem uit Arcen. Het echtpaar kreeg drie kinderen.
Bij de ontwikkeling van zijn schrijversloopbaan speelde Hendrik Ouwerling uit Deurne een belangrijke rol. Maas schreef zijn eerste stuk in 1896 in het Venrayse weekblad Peel en Maas en gebruikte daarbij de schuilnaam Peter van Venrode. Gedurende zijn hele leven bleef zijn geboortestreek De Peel een belangrijke bron van inspiratie. Hij bleef tot op zijn 80e levensjaar als schrijver actief en had als bijnaam de Limburgse Zola.

## Schrijver met boodschap
In 1900 begon Maas met literaire bijdragen met een kritische boodschap. Wat later werden deze ook politiek van aard. Zijn eerste roman uit 1901 kan exemplarisch geacht worden voor het latere werk. Maas kaart daarin sociale wantoestanden, kleinburgerlijkheid en wanbestuur aan. Zijn roman Verstooteling uit 1907 leverde hem dermate veel problemen op dat hij op zoek moest naar een andere baan.
Maas bleef zich zijn levenlang verzetten tegen het conservatief-katholieke milieu dat hem omringde. In een in memoriam werd hij "een groot hekelaar van kleine potentaten" genoemd. Volgens de schrijver Toon Kortooms "ging hij met zijn vlijmscherpe pen schijnheiligheid, gekonkel en onrechtvaardigheid te lijf".
De liberaal Maas had veel oog voor de benarde toestanden waaronder veel arbeiders leefden en werkten, bijvoorbeeld in de turfwinning in de Peel. Hij mengde zich actief in het debat over de 'sociale kwestie'. Later zijn wetenschappers het er niet over eens of de romans van Maas als bron of spiegel voor de sociaal-economisch-culturele beschrijving van Noord- en Midden-Limburg en Oost-Brabant rond 1900 kunnen worden opgevat.

## Leraar
Maas was actief in de vakbond en stak zijn ideeën over de onderwijzersopleiding niet onder stoelen of banken. Diverse polemieken werden hierover gevoerd. Al snel leidden deze publicaties tot kritiek vanuit de gevestigde orde waaronder de rooms-katholieke geestelijkheid die in die jaren in Zuid-Nederland het publieke debat domineerde. Maas, die een gelovig katholiek was met liberale en antiklerikale standpunten, werd er soms van beschuldigd socialist te zijn.
Van 1915 tot 1923 was Maas leraar aan de Rijksnormaalschool te Venlo. Hij combineerde deze baan met zijn werk als journalist voor het blad Limburgs Belang en zijn deelname aan de plaatselijke politiek in zijn woonplaats Roermond. Overigens was er veel verzet tegen de aanstelling van Maas. Hierbij waren ook de katholieke Kamerleden dr. W. Nolens uit Venlo, Van Wijnbergen en Ruijs en later J.A. Poels uit Venray betrokken. Tijdens een discussie over de benoeming in de Tweede Kamer nam Kamerlid K. ter Laan van de SDAP het voor Maas op. Met name Van Wijnbergen poneerde zeer kritische stellingen in het debat.
Toen in 1923 de Venlose Rijksnormaalschool werd opgeheven kon Maas directeur worden bij eenzelfe instelling in Doetinchem. Om onduidelijke redenen werd Maas daar in 1925 ontslagen. Er werd gesuggereerd dat een relatie met een studente hierbij een rol speelde. Hierna volgden nog enkele aanstellingen als onderwijzer die geen van allen langer dan enkele jaren duurden. In Nijmegen kwam Maas in contact met pater J. van Well sj. Deze had waardering voor de in de loop der jaren verschenen romans en moedigde zijn schrijfactiviteiten aan. Mede vanwege de financiën bleef de slecht verdienende onderwijzer schrijven op verschillende terreinen; zowel politiek als onderwijskundig en literair.

## Fascisme
Maas is zich altijd blijven verzetten tegen de vergaande invloed van de confessionele coalitie op de maatschappelijke ontwikkelingen. Vanaf 1933 had hij door langdurige werkloosheid met slechts een klein wachtgeld te kampen met miserabele levensomstandigheden. Zijn echtgenote werd in dat jaar met een chronische depressie blijvend opgenomen op de gesloten afdeling van een psychiatrische inrichting. Mede onder invloed van zijn oudste zoon raakte hij steeds meer betrokken bij de fascistische wereldbeschouwing. Tot de nazi's de organisatie in 1941 verboden, was Maas lid van het op het Mussolini-fascisme georiënteerde antikapitalistische en antidemocratische Nationaal Front, de organisatie van Arnold Meijer. Ook was hij lid van de Nederlandsche Kultuurkamer.

## Romans
- Jan van Houtums schetsen van over de Peel, waarin het maatschappelijk en politiek leven der gemeente Veldheim, gelegen tussen Oost-Friesland en de Schelde, beschreven wordt, 1901.
- Verstooteling, 1907.
- Het Goud van de Peel, 1909.
- Landelijke eenvoud, 1910.
- Om de school, een roman uit den schoolstrijd, 1913.
- Hoofdzonden op het land, 1930.
- De hamerslagen, 1934.
- Een hoekje stad, 1936.
- Menschen van het gehucht, 1939.
- Onder de Gloeilamp. Deel I: De liefde van Jo Faro, 1947.
- De dochters van de nieuwe Witjesboer, 1970.
- Peelomnibus, 1969. Inleiding en bewerking door Toon Kortooms.

Daarnaast publiceerde Maas in tijdschriften en kranten en leverde vertalingen van boeken vanuit het Frans en het Engels.
- International Standard Name Identifier: 0000 0001 3989 9605
- Nederlandse Thesaurus van Auteursnamen: 070697019
- Système universitaire de documentation: 137208855
- Virtual International Authority File: 212232630
- WorldCat: E39PBJdGFMfdhqhbVYBm3R6Frq